# 篠原利恵
篠原 利恵（しのはら りえ、1987年1月9日 - ）は、日本のドキュメンタリー監督、テレビディレクター。茨城県茨城町出身。

## 来歴・人物
早稲田大学第一文学部仏文科を卒業後、一橋大学大学院にて文化人類学を専攻。大相撲界でフィールドワークを行い、修士論文を執筆。
2013年、テレビマンユニオン参加。以後、テレビドキュメンタリーを多く手掛け、元受刑者、ロックンローラー族、ポリアモリー、選択的シングルマザーなど、社会のなかで一見”異質”とされる人や場所に入り込んだ取材をする。
2016年  NHK BS1「ドキュメンタリーWAVE／子どもたちのリアルを取り戻せ　韓国ネット依存症最前線」でATP優秀新人賞を受賞。
2021年5月 愛知県蒲郡市を舞台に映画『ゾッキ』の制作を追ったドキュメンタリー映画『裏ゾッキ』が劇場公開。。

## 作品

### テレビ番組
- ザ・ノンフィクション（CX）
- 奇跡のレッスン（NHK）
- news.zero (NTV)
- Wの悲喜劇（AbemaTV）
- FACES 30min. いじめをこえて 〜ロヒンギャ系日本人 長谷川瑠理華〜 (NHK)
- 最後の講義 作家・あさのあつこ (NHK)
- 情熱大陸　睡眠学者・柳沢正史

### 映画
- 裏ゾッキ （2021年、撮影・編集・監督)[4]